# Sagrada Família (Eixample)

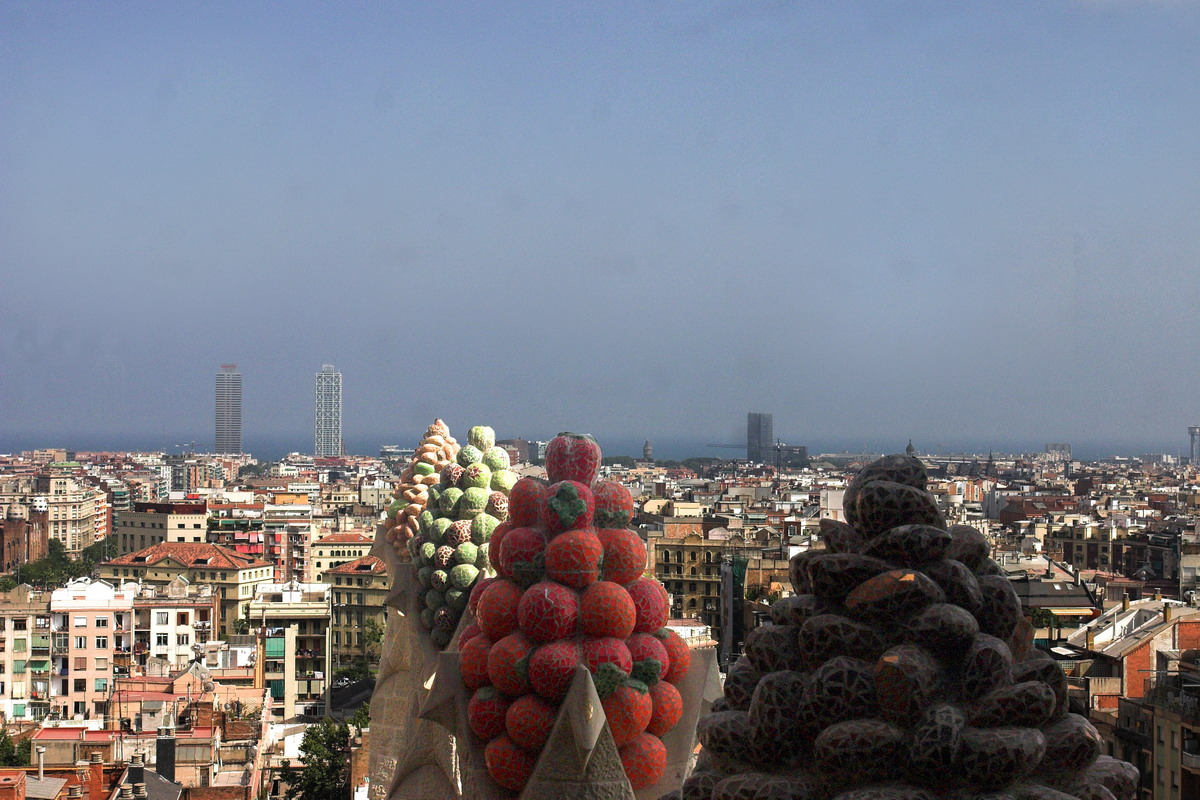
Zicht op Sagrada Família

Sagrada Família is een buurt in het district Eixample in Barcelona, Catalonië (Spanje). De naam komt van de kathedraal Sagrada Família, van architect Antoni Gaudí, in het midden van de buurt.